# Bahia
Bahia állam Brazíliában, az ország keleti részén. Sergipe, Alagoas, Pernambuco, Piauí, Goiás, Tocantins, Espírito Santo és Minas Gerais államokkal határos.

## Földrajzi adatok
- Területe 567 295 km², mellyel hasonló Kenya területéhez
- Lakossága 14 175 341 fő volt 2012-ben
- Népsűrűsége 25 fő/km²
- Székhelye: Salvador

## Közigazgatás

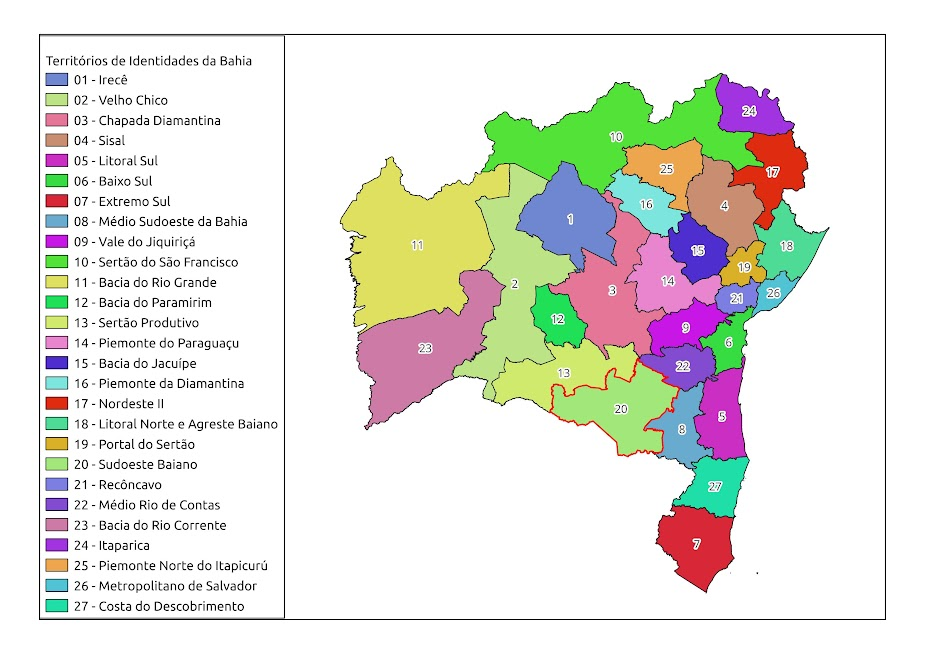

## Oktatási intézmények
- Centro Universitário da Bahia[2] (FIB; University Centre of Bahia)
- Escola Bahiana de Medicina e Saúde Pública (EBMSP)
- Federal do Vale do São Francisco[3] (UNIVASFy)
- Instituto Federal da Bahia[4] (IFBA)
- Instituto Federal Baiano[5] (IFBAIANO)
- Universidade Católica de Salvador[6] (UCSal)
- Universidade do Estado da Bahia (UNEB)
- Universidade Estadual de Feira de Santana[7] (UEFS)
- Universidade Estadual de Santa Cruz[8] (UESC)
- Universidade Estadual do Sudoeste da Bahia[9] (Uesb)
- Universidade Federal da Bahia (UFBA)
- Universidade Federal do Recôncavo da Bahia[10] (UFRB)
- Universidade Salvador[11] (Unifacs)

## Fordítás
- Ez a szócikk részben vagy egészben  a   Bahia című angol Wikipédia-szócikk fordításán alapul.  Az eredeti cikk szerkesztőit annak laptörténete sorolja fel. Ez a jelzés csupán a megfogalmazás eredetét és a szerzői jogokat jelzi, nem szolgál a cikkben szereplő információk forrásmegjelöléseként.